# Madrassa de l’émir al-Sayfi Sarghitmish
La  Madrassa de l’émir al-Sayfi Sarghitmish est une madrassa de l’émir mamelouk al-Sayfi Sarghitmish au Caire en Égypte. L’édifice fut complété en 1356, et est adjacent à la mosquée de Ibn Touloun.
Ahmad al-Maqrîzî décrivit ce monument.

## Voir également
- Architecture mamelouke

## Référence
- (en) D. Behrens-Abouseif, Cairo of the Mamluks, Ed. I.B.Tauris, 2007, p. 197-199.